# Emil Buchar
RNDr. Emil Buchar, DrSc. (4. srpna 1901, Horní Nová Ves, Lázně Bělohrad – 20. září 1979, Příbram) byl český pedagog, vědec – astronom a geodet, člen Mezinárodní astronautické federace, COSPARu a dalších organizací.

## Vzdělání
V Nové Pace absolvoval reálné gymnasium, pak v Praze Přírodovědnou fakultu Univerzity Karlovy.

## Vědecké úspěchy
První pracovní působení měl v letech 1925 až 1927 na hvězdárně Bouzaréah v Alžíru a zde objevil planetku 1055, kterou nazval Tynka. Pak se vrátil do vlasti, nastoupil do Vojenského zeměpisného ústavu v Praze se zařazením měřický komisař. V dubnu 1939 se objevila zmínka, že jako první český astronom objevil novou kometu, jež se měla nacházet v souhvězdí Andromedy. Ve skutečnosti byl Buchar ovšem šestým pozorovatelem komety Jurlof-Achmarof-Hassel.
Po válce vyučoval na ČVUT v Praze, roku 1947 byl profesorem a rok poté děkanem Vysoké školy speciálních nauk ČVUT. Od roku 1952 byl člen korespondent Československé akademie věd.
Po vypuštění první umělé družice Země Sputnik 1 odvodil ze sledování jejího letu zploštění Země.
Byl autorem mnoha odborných prací, např.:
- Tížnicové odchylky a geoid v ČSR (1951)
- Geodetická astronomie (1963)

## Mezinárodní působení
Profesor Buchar zastupoval naši republiku v řadě mezinárodních organizací. Byl členem Mezinárodní astronautické federace (IAF) a několika jejích komisí, členem Mezinárodní astronautické akademie, členem byra a exekutivního výboru COSPAR. Díky němu v roce 1960 byl národní výbor (komitét) COSPARu vytvořen i v Československu a prof. Buchar mu předsedal 16 let.

## Uctění památky
- Na jeho památku byla pojmenována planetka (3141) Buchar objevená na hvězdárně na Kleti v roce 1984.[6]
- V Praze 13 je po něm pojmenována ulice – Bucharova.[7]